# Comitatul Crasna
Comitatul Crasna, cunoscut și ca Varmeghia Crasnei (în maghiară Kraszna vármegye), a fost o unitate administrativă a Regatului Ungariei, care a funcționat până la reforma administrativă din 1876. Capitala comitatului a pendulat între târgul Crasna și orașul Șimleu Silvaniei (în maghiară Szilágysomlyó), așezate pe drumul principal ce lega regatul Ungarei de Transilvania voievodală. Centrul de apărare al comitatului în evul mediu a fost cetatea Valcău, rol preluat din sec 16 de fortificația orașului Șimleu.
Din Șimleu s-a ridicat familia Bathory, care a jucat un rol important în istoria Transilvaniei și a Europei de răsărit în secolele 16-17.

## Istoric
Comitatul Crasna a fost înființat în Evul Mediu, conturând regiunea istorică etno-culturală (Romanie populară) a Crasnei. Între anii 1571 și 1876, teritoriul comitatului a făcut parte din provinciile Partium și Transilvania ale Regatului Ungariei. Denumirea acestui comitat provine de la râul Crasna. 
Ca urmare a reformei administrative din 1876, acest comitat a fost unit cu comitatul Solnocul de Mijloc, fiind astfel format comitatul Sălaj. În anul 1876, Comitatul Crasna a fost desființat, el făcând parte din noul comitat Sălaj. În 1918, urmată fiind de confirmarea Tratatului de la Trianon din 1920, întreaga Transilvanie istorică a devenit parte a României. 

## Geografie
Suprafața comitatului în 1870 era de 1.148,8 km², incluzând suprafețele de apă.
Majoritatea teritoriului Comitatului Crasna se regăsește azi în județul Sălaj. 